# Aluizio Santos
Aluizio De Souza Santos (Chapadinha, 23 de dezembro de 1979), é deputado estadual eleito pelo estado do Maranhão, é filiado ao Partido Liberal (PL).